# David A. Eberth
David Anthony (Dave) Eberth (* 10. Mai 1953 in Kanada) ist ein kanadischer Wirbeltier-Paläontologe, der sich vornehmlich mit der Analyse von fossilhaltigen Gesteinen und deren Umgebung befasst. Er ist emeritierter wissenschaftlicher Mitarbeiter am Royal Tyrrell Museum of Palaeontology in Drumheller, Alberta. 

## Leben
Eberth erwarb 1977 den Bachelor of Science von der University of Massachusetts. 1981 graduierte er mit der Arbeit The skull of Spenacodon ferocior and comparisons within the subfamily Spenacodontinae zum Master of Arts an der University of California, Berkeley. 1987 wurde er mit der Dissertation Stratigraphy, sedimentology, and paleoecology of Cutler formation redbeds, Permo-Pennsylvanian, in north-central New Mexico zum Ph.D. an der University of Toronto promoviert.
Eberth untersucht, wie sich Veränderungen in der Umgebung auf die Evolution von Wirbeltieren und die Paläoökologie ausgewirkt haben. Seine Forschungsschwerpunkte sind die Stratigraphie und Sedimentologie. Zudem erforscht er Bone beds – Fossilienansammlungen von mehr als einem Individuum – und zeigt die Veränderungen der Umwelt auf der Erde im Laufe der Zeit auf, um Einblicke über zukünftige Ereignisse zu vermitteln.
Zu seinen Forschungsinteressen zählen darüber hinaus die Chronostratigraphie, Taphonomie und die Auswirkungen von Umwelt- und Klimaveränderungen auf die Paläoökologie und Evolution von Wirbeltieren. Er beschäftigt sich zudem mit der Entwicklung von Ökosystemen der Dinosaurier weltweit und der Verbesserung der Auflösung der radioisotopischen Datierung.
In seinen Forschungsprojekten widmete er sich der Dokumentation der komplexen Veränderungen der Paläoumwelt und des Klimas in den letzten 10 Millionen Jahren des Zeitalters der Dinosaurier in Alberta. Er legte auch die ersten hochpräzisen absoluten radiometrischen Daten für Dinosaurier in Alberta vor und dokumentierte die Bedeutung von Dinosaurier-Knochenlager-Studien mit besonderem Bezug auf die Auswirkungen urzeitlicher tropischer Stürme auf die Sterblichkeit und Erhaltung von Dinosauriern in Westkanada. Des Weiteren führte er die ersten paläoökologischen Studien von Dinosaurierbeständen aus der späten Kreidezeit in Nordchina und der südlichen Mongolei durch.

## Erstbeschreibungen von David Eberth
- Ruthiromia Eberth & Brinkman, 1983
- Anconastes Berman, Reisz & Eberth, 1987
- Stegotretus Berman, Eberth & Brinkman, 1988
- Barrosopus Coria, Currie, Eberth & Garrido, 2002
- Guanlong Xu, Clark, Forster, Norell, Erickson, Eberth, Jia & Zhao, 2006
- Eotriceratops Wu, Brinkman, Eberth & Braman, 2007
- Velafrons Gates, Sampson, Delgado de Jesús, Zanno, Eberth, Hernández-Rivera, Aguillón Martínez & Kirkland, 2007
- Limusaurus Xu, Clark, Mo, Choiniere, Forster, Erickson, Hone, Sullivan, Eberth, Nesbitt, Zhao, Hernandez, Jia, Han & Guo, 2009
- Coahuilaceratops Loewen, Sampson, Lund, Farke, Aguillón-Martinez, De Leon, Rodríguez-De La Rosa, Getty & Eberth, 2010
- Aorun Choiniere, Clark, Chu, Forster, Norell, Eberth, Erickson & Xu, 2013

## Schriften
- mit Raymond R. Rogers und Anthony R. Fiorillo: Bonebeds: Genesis, Analysis, and Paleobiological Significance, 2007
- mit Michael J. Ryan und Brenda J. Chinnery-Allgeier: New Perspectives on Horned Dinosaurs: The Royal Tyrrell Museum Ceratopsian Symposium, 2009
- mit David C. Evans: Life of the Past: Hadrosaurs, 2014
- Badlands of Drumheller – Eastern Area: A Roadside Guide to the Geology and History of a Spectacular Landscape, 2017